# لوكا مارتن
لوكا مارتن (بالإيطالية: Luca Martin) هو لاعب اتحاد الرغبي إيطالي، ولد في 25 نوفمبر 1973 في بادوفا في إيطاليا.

## وصلات خارجية
- لوكا مارتن على موقع دوري الرغبي الممتاز (الإنجليزية)
- لوكا مارتن عل موقع إسبنسكروم (الإنجليزية)
- لوكا مارتن على موقع ItsRugby.co.uk (الإنجليزية)
- لوكا مارتن على موقع CONI honoured athlete website (الإيطالية)